# Sarria (province de Lugo)
Pour les articles homonymes, voir Sarria.
Sarria est une commune de la comarque de Sarria, dans la province de Lugo, communauté autonome de Galice, au nord-ouest de l'Espagne. C'est aussi le nom du chef-lieu et d'une parroquia de ce municipio.
La commune est traversée par le Camino francés du pèlerinage de Saint-Jacques-de-Compostelle, qui passe par sa localité de Fontao, ou dans une variante nord successivement par : Pintín, Calvor, Aguiada, San Mamede do Camiño ; puis par Sarria (chef-lieu), As Paredes, Vilei, Barbadelo (en fait : Mosteiro ou O Mosteiro), Rente, A Serra (alias Mercado da Serra), Peruscallo, Cortiñas, Lavandeira et A Brea.

## Divisions administratives
La commune de Sarria recouvre les parroquias et localités suivantes :
- Santa María de Albán avec ses localités de Albán, Albaredos, Pacios ;
- Santiago de Barbadelo avec ses localités de Abeledo, Baxán, A Devesa, Loureiro, Marzán, Melle, Miralde, O Monte, O Mosteiro (ou Mosteiro, dit Barbadelo[1]), As Paredes, O Pico, A Rañoá, Rente, Sabenche, San Martiño, San Silvestre, A Serra (ou Serra ou Mercado da Serra), O Souto, Surriba, Taíde, Vilar, Vilei ;
- Santa María de Belante avec ses localités de Belante, Casanova, Leimán, A Pena, Peruscallo, Sistelo :
- San Vicenzo de Betote avec ses localités de O Barrio, Betote de Abaixo, Betote de Arriba, O Castro, O Rego ;
- San Miguel de Biville avec ses localités de Biville, O Casal, Castromeixe, Cortiñas, Lavandeira, Queixona, San Miguel ;
- Santo Estevo de Calvor avec ses localités de Aguiada, A Barxa, A Cal, Calvor [??], Perros, Pintín ;
- San Mamede do Camiño avec ses localités de Airexe, San Mamede, San Pedro.
- Santiago de Castelo dos Infantes avec sa localité unique Castelo ;
- San Salvador de Cesar avec ses localités Arxevide, Cesar, Pape ;
- San Mamede da Chanca avec ses localités Airexe, Albaredo, A Chanca, Lugar de Abaixo, Lugar de Arriba, Quintela, Refoxo, Tribui, A Valiña, Vilar de María ;
- San Xulián de Chorente avec ses localités Airexe, Carballo, Ferradal, O Oural, A Quintá, Sanguñedo, Santigoso, Traslodeiro, Vilaverde ;
- Santa María de Corvelle avec ses localités A Agra, Airexe, A Casanova, Cima de Vila, Corvelle, A Lama, O Pedroso, O Piñeiro, A Silva ;
- San Xoán de Fafián avec ses localités Outeiro, O Pacio, Vigo ;
- Santiago de Farbán avec ses localités A Acea de Abaixo, Farbán, Filloi, Lamarrigueira, O Monte, Ribela, O Souto, Veiga de Abaixo, Veiga de Arriba, Vilariño ;
- San Sadurniño de Ferreiros avec ses localités Airexe, Aldea de Abaixo, O Axeito, O Barrio, A Brea, Ferreiros, Outeiro, As Pedreiras, O Pereiro ;
- San Martiño de Fontao avec ses localités Fontao, O Polvoreiro, Regueiro, Vilasante ;
- San Xulián de Frades avec sa localité unique de Frades ;
- San Miguel de Goián avec ses localités de Airexe, Cabezares, Escarlán, A Lama, Outeiro, O Peteiro, A Serra, Vilalence ;
- Santa María de Lier avec ses localités de As Canceleiras, Lier, Mundín ;
- San Martiño de Loureiro avec ses localités de Castelo, Loureiro, Santa Icía, Vilar da Torre ;
- Santo Estevo de Lousadela avec ses localités de Lousadela, Redondelo, Santo Estevo, Tosal ;
- San Martiño de Louseiro avec ses localités de O Barrio, Cima de Vila, Lence, Pacio Sobrado, O Souto Sucarral, Veiga ;
- San Pedro de Maside  avec ses localités de Carreiroá, Celeiro, O Currial, A Fonte, Outeiro, Requeixo, Río, O Romeo, San Vicente, Santo Estevo, A Vilerma, Zanfoga ;
- San Salvador do Mato avec ses localités de Manán, O Mato, O Piñeiro ;
- San Xulián de Meixente avec ses localités de O Chouso, A Costa, Domiz, A Labrada, Meixente, Mouzós, Pacios, A Penela, O Rego, Sistelo, O Sisto ;
- Santiago de Nespereira avec ses localités de Airexe, A Caseta, O Cousiño, A Ermida, Lamas, Nespereira, Ribas, Vilagudín, Vilar de Lamas ;
- Santa María de Ortoá avec ses localités de Barreiros, Fondón, A Labrada, Nabás, As Nogueiras, Ortoá, Río, Rosende, Santa Marta, A Seara ;
- Santa María da Pena avec ses localités de Mezur, A Pena, Rosende ;
- San Miguel de Piñeira avec ses localités de Casdoniño, Cedrón, Couso, Ferradal, Lamparte, Outeiro, Piñeira, San Breixo, San Paio, Teibalte, Vilameá, Vilela ;
- San Salvador da Pinza avec ses localités de Airexe, A Brea, Morgade, O Neo, O Pacio, Pacios de Calvos, Pedrosa, A Pinza, Valiñas ;
- San Martiño de Requeixo avec ses localités de O Mazadoiro, San Martiño, Treilán, A Veiguiña ;
- Santa Mariña de Rubín avec sa localité unique de Rubin ;
- San Pedro Fiz de Reimóndez avec ses localités de A Acea de Arriba, Airexe, Callás, Cima de Vila, Outeiro, O Real, San Fiz, Vilar do Monte ;
- San Fiz de Vilapedre avec ses localités de Ferreiros, Pereiro, San Fiz, Tremeado, Zanfoga ;
- San Miguel de Vilapedre avec ses localités de Calleiros, O Carballo, Ladruga, O Mesón, Orde, Pacios, San Mateo, Souteiro, Valadares, A Vila, Vilapedre ;
- San Pedro de Froián avec ses localités de O Calvario, O Caritel, Guitián, Os Remedios, San Pedro, Teilonxe, A Valiña, Vilaesteva ;
- San Sadurniño de Froián avec ses localités de Airexe, O Barreiro, Pinar, Quintela, Regueiro, Teivente ;
- San Salvador da Pena avec ses localités de Fondo de Vila, Fontela, Penela, San Salvador, Viladetrés ;
- San Vicenzo de Froián avec ses localités de Lavandeira, Sabadelle, O Sisto, Vilanova ;
- San Xulián da Veiga avec ses localités de Airexe, Carricova, As Cruces, Lezoce, O Montés, San Xulián ;
- Santalla de Arxemil avec ses localités de Arxemil, O Cruceiro, Guillade, O Mazo, O Pacio, A Pena, Penelas, Santalla ;
- Santo André de Paradela avec sa localité unique de Santo André ;
- Santa Eufemia de Santo Antolín avec ses localités de Pacio, Santa Eufemia, Santo Antolín ;
- Santo Estevo do Mato avec ses localités de Vilar, Vilarello ;
- San Salvador de Sarria, Santa Mariña de Sarria et Nosa Señora do Rosario de Sarria, paroisses civiles du chef-lieu Sarria
- San Pedro de Seteventos avec ses localités de Goimil, Reboredo, Seteventos, Valín ;
- Santiago da Veiga avec ses localités de Airexe, Céltigos, O Feal, Fontabuín, A Veiga ;
- Santa María de Vilamaior avec ses localités de Bade, Cabanas, Lamas, Paderne, O Palacio, O Tumbiadoiro, Vilamaior ;
- Santa María de Vilar avec ses localités de Crecente, Padriñán, A Raña, A Rañoá, San Cosmede, Vilanova, Vilar de Abaixo, Vilar de Arriba ;
- San Salvador de Vilar de Sarria avec ses localités de Agra do Regueiro, Airexe, O Carballal, O Castro dos Petos, O Cimo da Agra, A Cruz de Toleiro, Mendrós, A Nogueira, A Ribeira, Santo Alberte, A Veiguiña, Vigo de Sarria, Vilar de Sarria, Vilarrairo.

### Galerie
La galerie ci-dessous montre quelques églises paroissiales du municipio de Sarria.

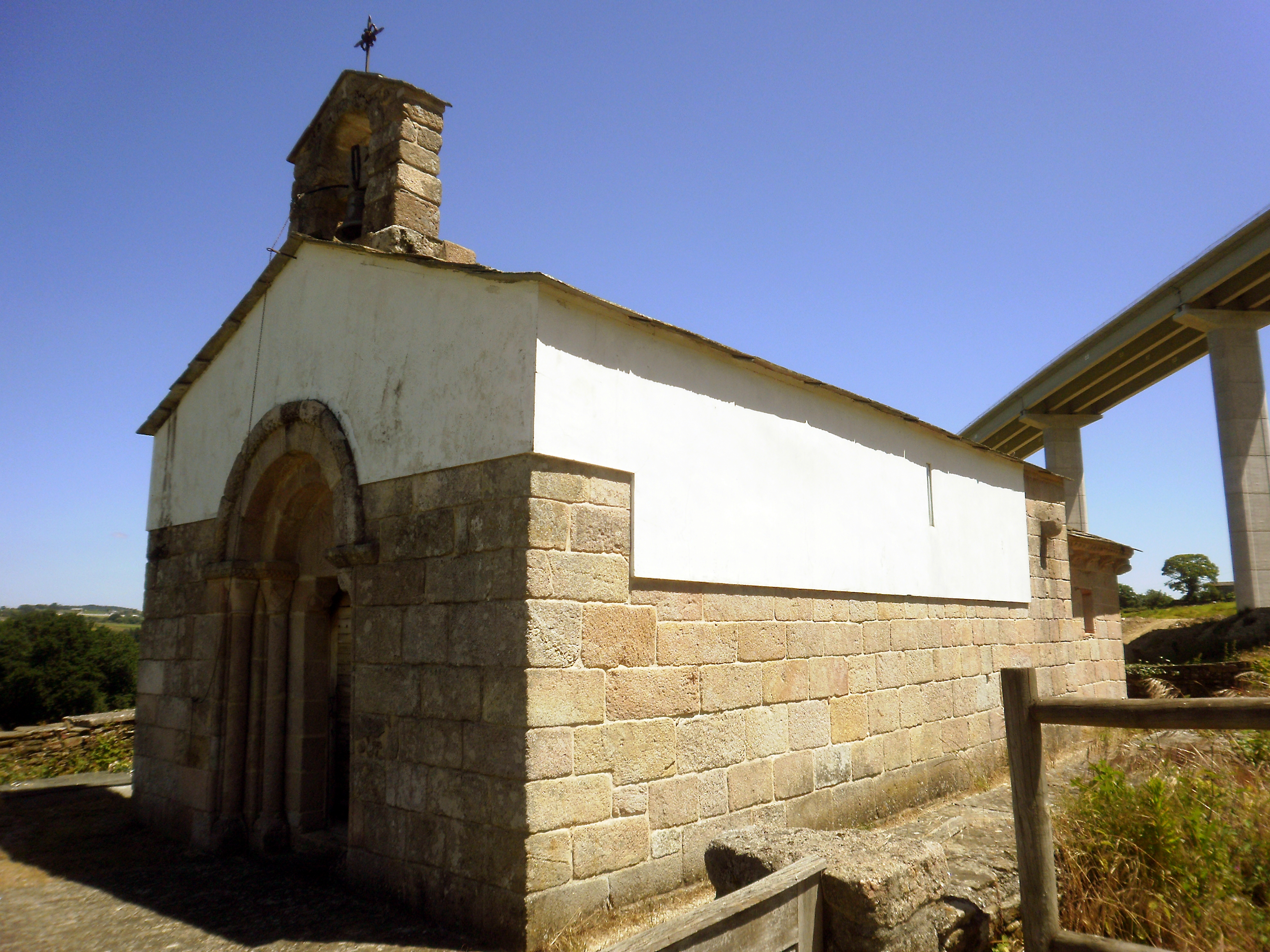
Église de Santa María de Albán.
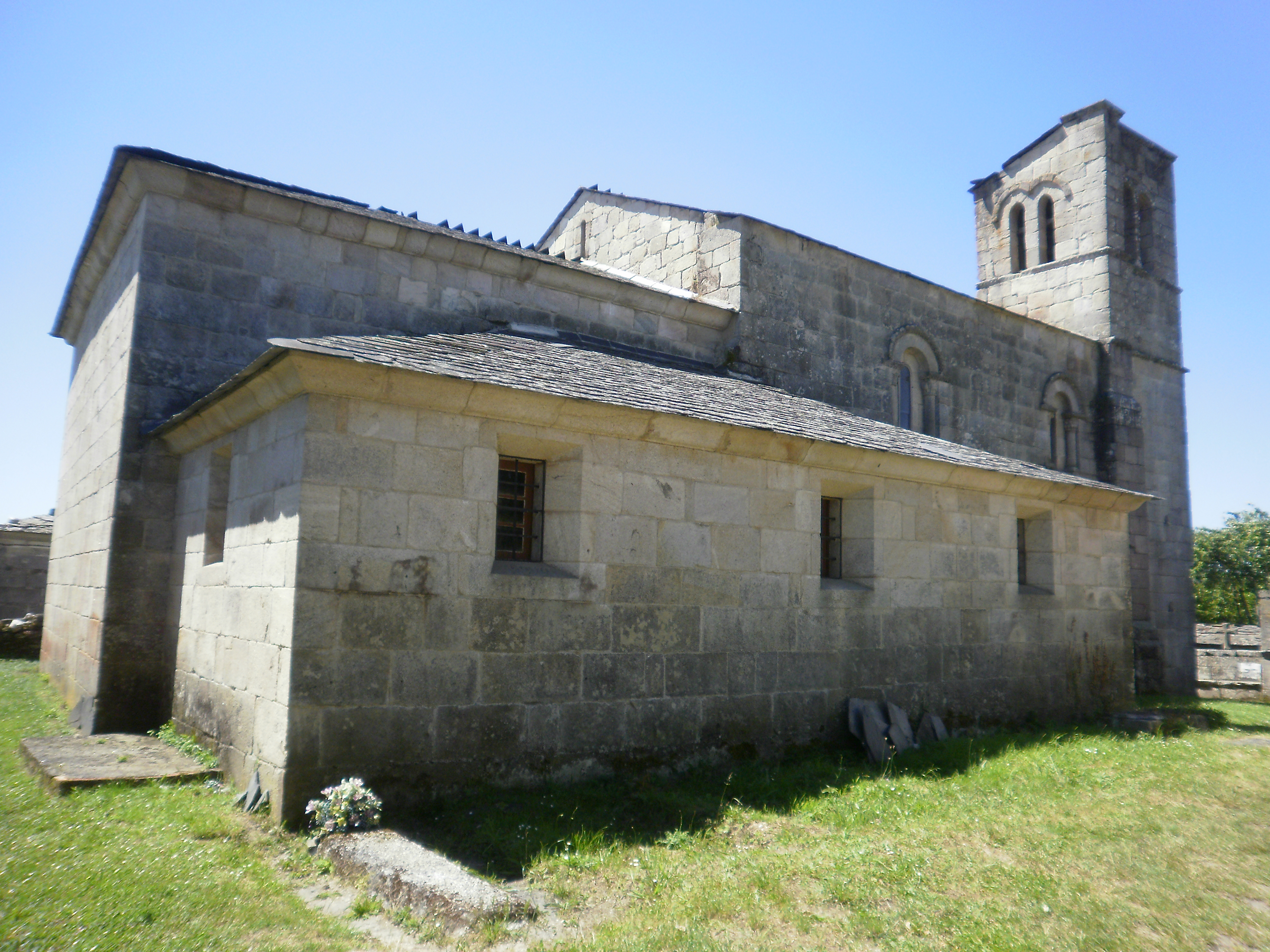
Église de Santiago de Barbadelo.
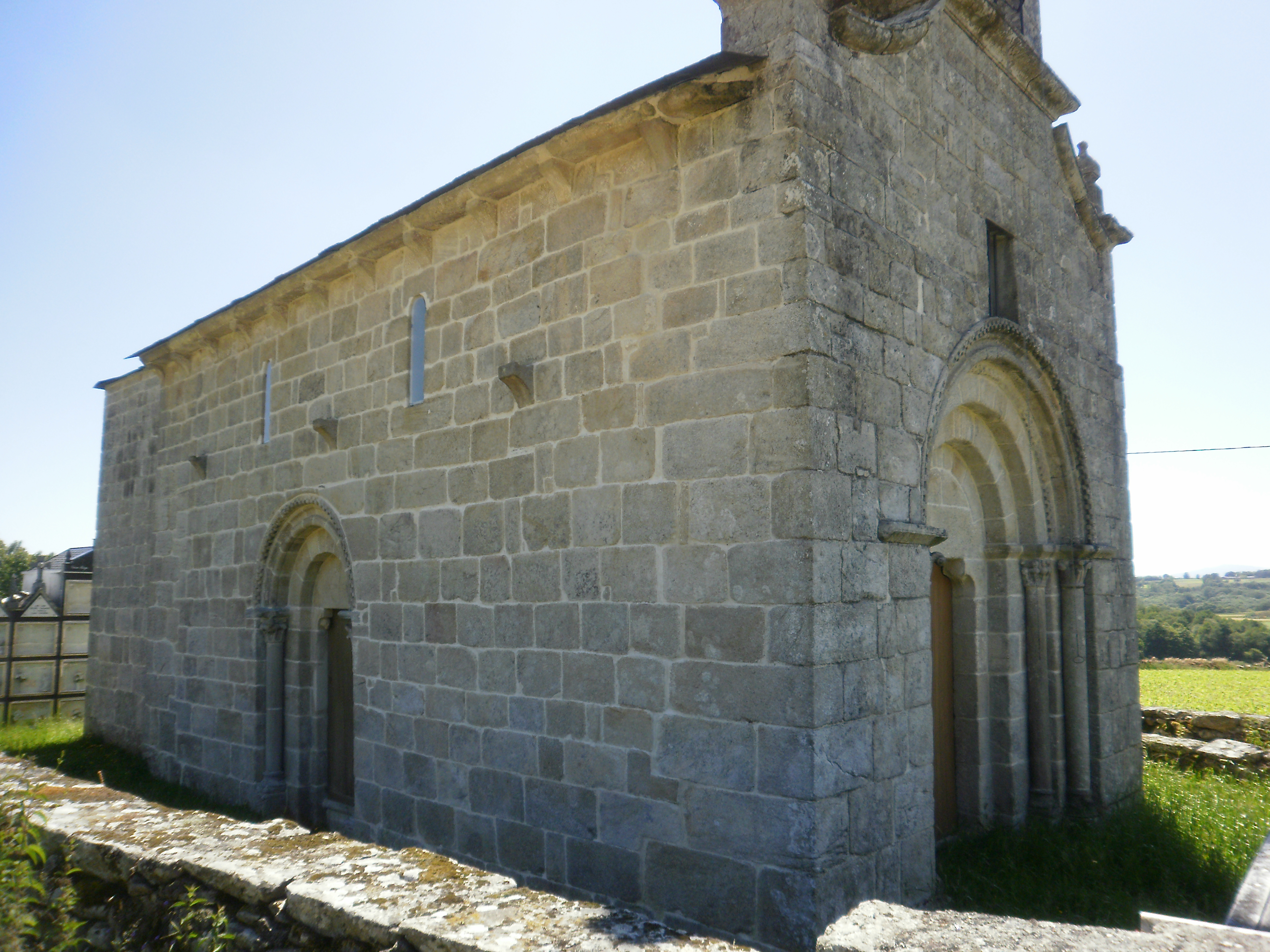
Église de Santa María de Belante.
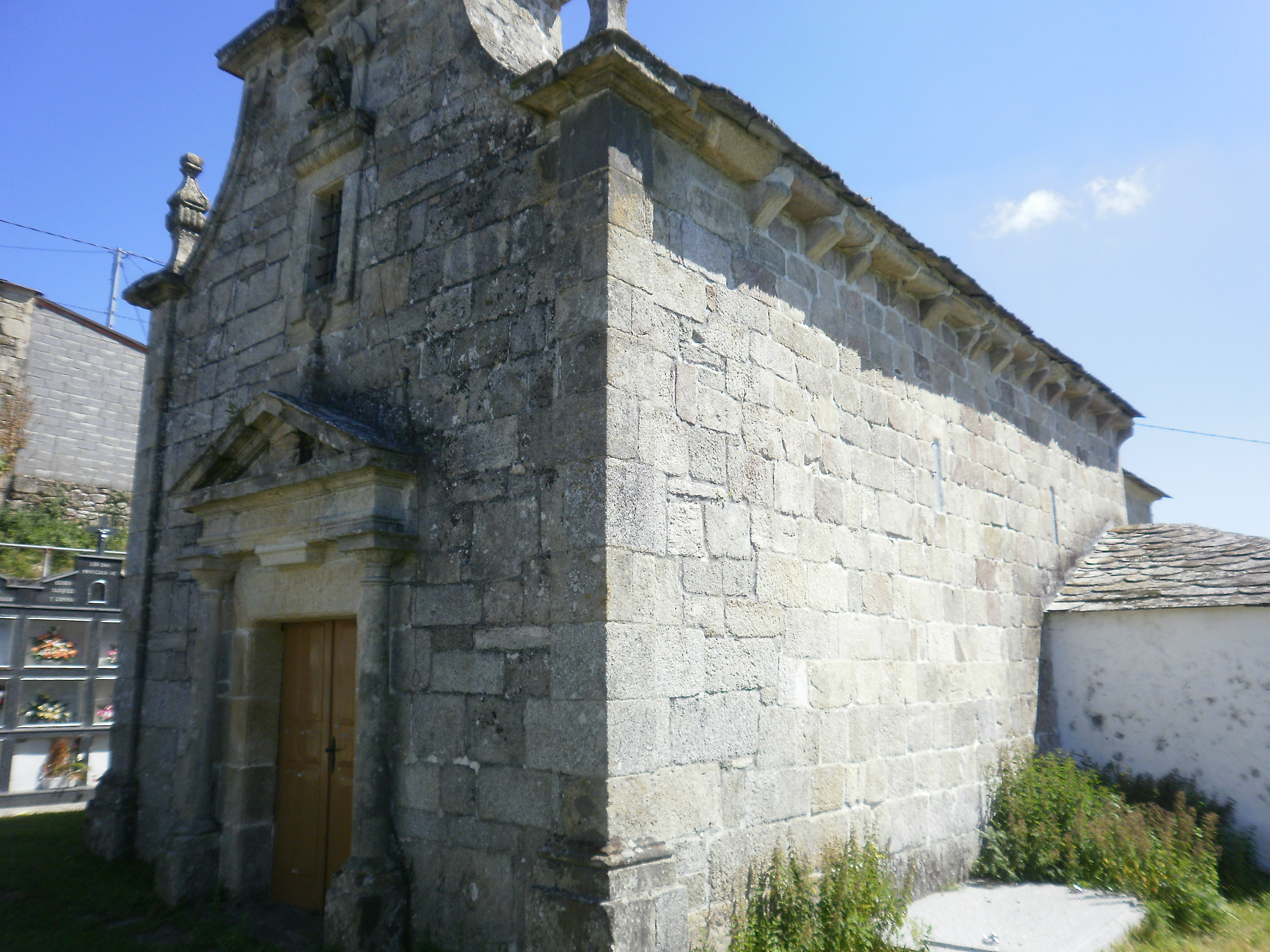
Église de Igrexa de San Miguel de Biville.
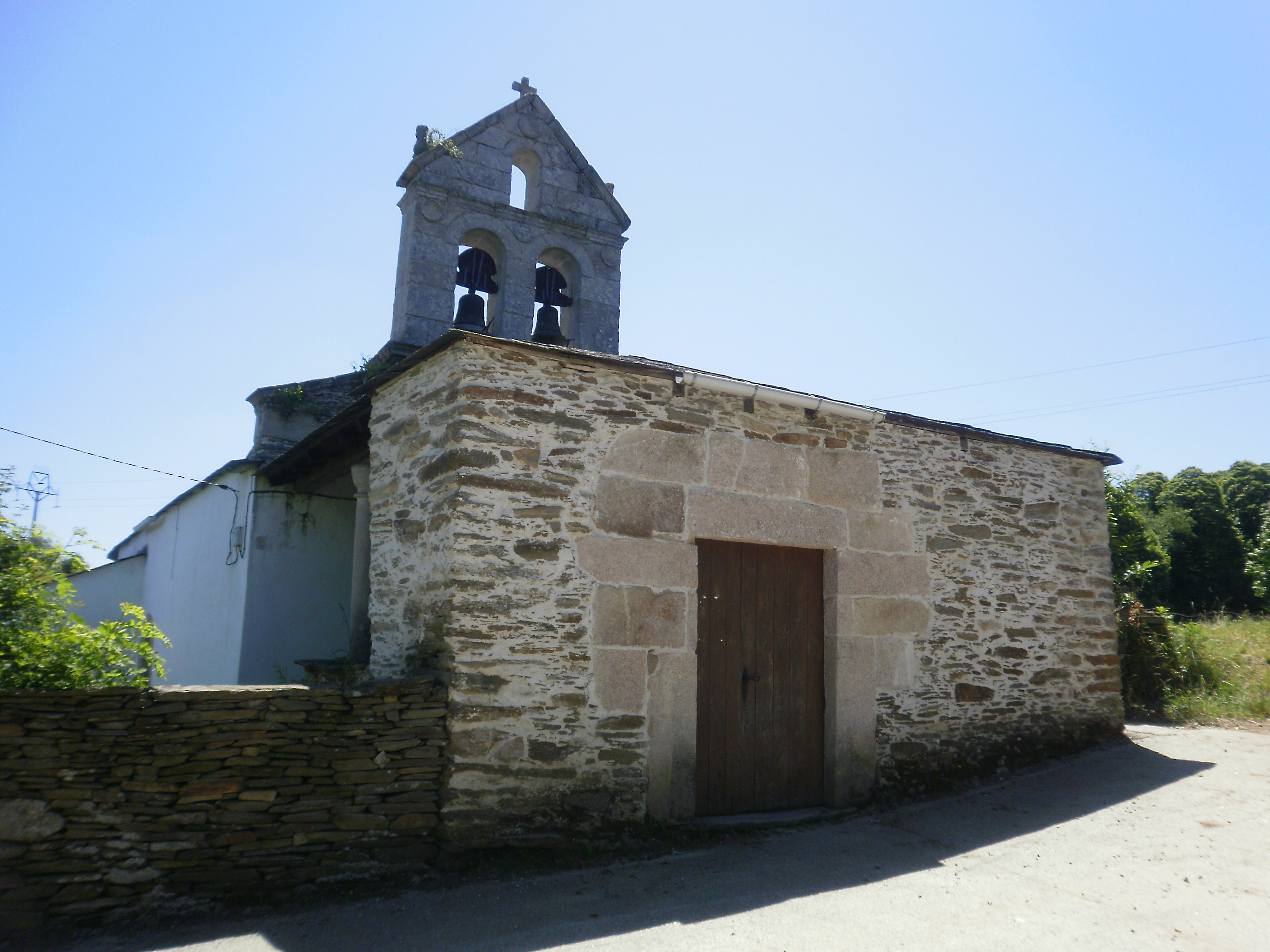
Église de San Pedro Fiz de Reimóndez.
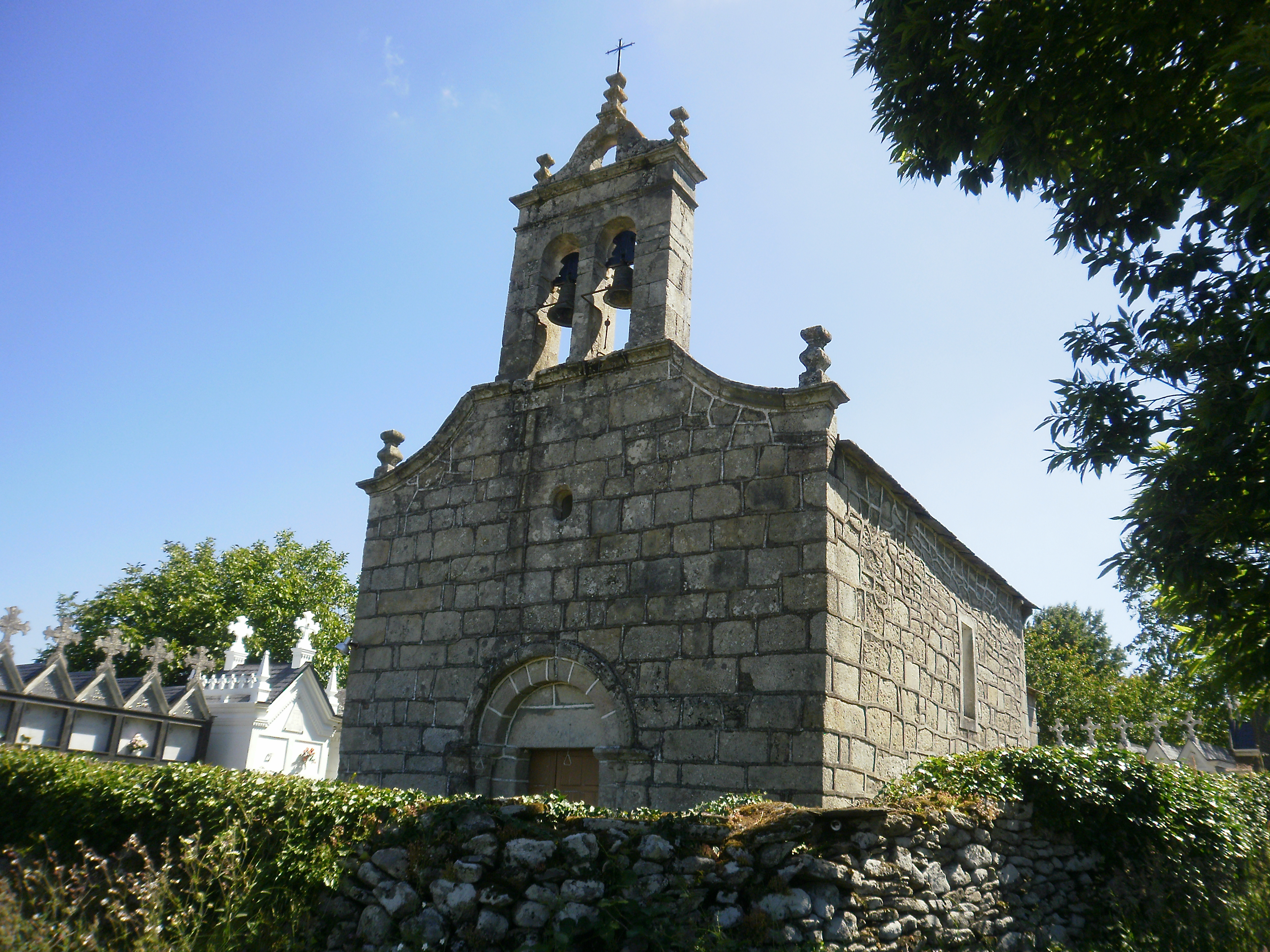
Église de Santo André de Paradela.
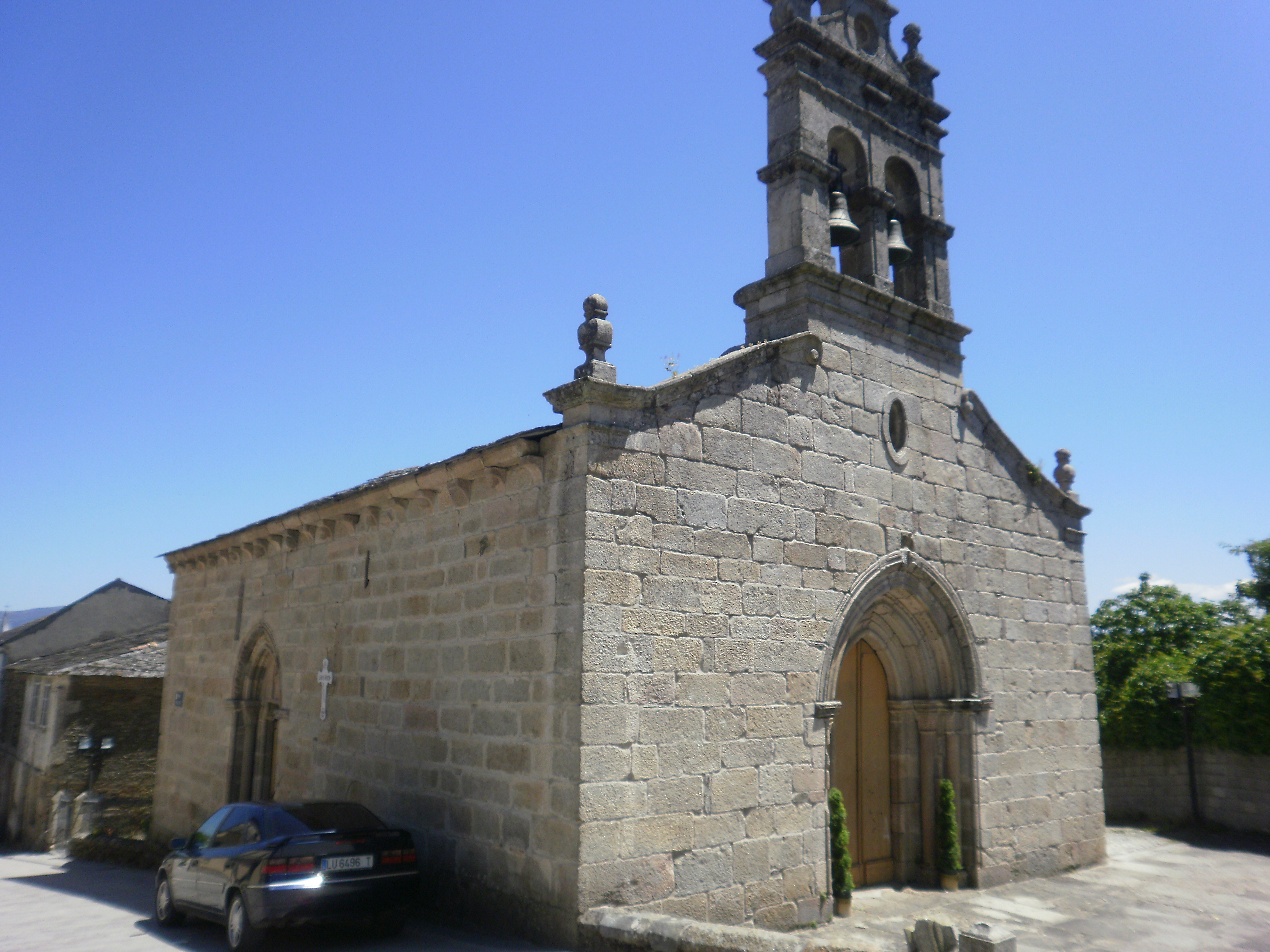
Église de San Salvador de Sarria.

## Patrimoine et culture

### Pèlerinage de Compostelle
Par le Camino francés du pèlerinage de Saint-Jacques-de-Compostelle, le chemin vient soit du municipio de Samos, en passant par les localités de San Cristovo do Real, Renche, San Martíno do Real, par son chef-lieu Samos, puis par Teiguín et Aián ; soit dans une variante nord en passant par San Xil, l'Alto de Riocabo, Montán, Fontearcuda et Furela.
Dans ce municipio de Sarria, le chemin parcourt ses localités de Fontao, ou par la variante nord : Pintín, Calvor, Aguiada, San Mamede do Camiño ; puis Sarria (chef-lieu), As Paredes, Vilei, Barbadelo (en fait O Mosteiro ou Mosteiro), Rente, A Serra, Leimán, Peruscallo, Cortiñas, Lavandeira, A Brea, Morgade.
Le prochain municipio traversé est Paradela, en passant par ses localités de Ferreiros, Mirallos, A Pena, O Couto, As Rozas, Moimentos, Mercadoiro, Moutras, A Parrocha et Vilachá, mais sans traverser son chef-lieu.

## Jumelages
- Saint-Connec (France)[2] ;
- Saint-Gilles-Vieux-Marché (France)[3] ;
- Guerlédan (France)[4].